# Unie van Baptistengemeenten in Nederland
De Unie van Baptistengemeenten in Nederland is een overkoepelende organisatie voor Baptistengemeenten, te vinden in de evangelische hoek van het christendom in Nederland. De Unie is een federatie van 80 gemeenten met 10.220 leden (2017).
Het doel van de unie is omschreven als:
- onder haar leden liefde, achting en samenwerking te bevorderen;
- de gemeenten behulpzaam te zijn in de uitvoering van hun taak en gelegenheid te scheppen om de beginselen der gemeente bekend te maken en het Evangelie te verbreiden;
- mede te werken tot verbreiding van het Evangelie in binnen- en buitenland.

De Unie is daarmee min of meer vergelijkbaar met een synode, zoals dat bij sommige gereformeerde kerken gebruikelijk is. Het verschilt echter in zoverre van een synode, dat het niet over de hoofden van de gemeenten heen bindende uitspraken kan doen. Baptistengemeenten kennen namelijk een gemeenschappelijk geloofsgoed, ook al is dat niet in een geloofsbelijdenis neergelegd. Met inachtneming daarvan is iedere gemeente op het punt van geloof, leer en leven zelfstandig. Deze overkoepelende constructie zonder bindende uitspraken is daarin min of meer te vergelijken met de constructie die de Nederlands Gereformeerde Kerken hanteren.